# Краснопольский, Владимир Аркадьевич
Влади́мир Арка́дьевич Краснопо́льский (настоящая фамилия — Краснопольский-Ледов; 14 июня 1933, Свердловск — 23 сентября 2022, Москва) — советский и российский кинорежиссёр, сценарист и продюсер. Народный артист РСФСР (1983). Лауреат Государственной премии СССР (1979) и премии Ленинского комсомола (1980).

## Биография
Родился 14 июня 1933 года в семье артиста Свердловского государственного театра музыкальной комедии Аркадия Владимировича Краснопольского (по сцене — Ледова, 1900, Тирасполь — 1971, Свердловск) и балетмейстера Ольги Николаевны Князевой.
В 1955 году окончил историко-филологический факультет УрГУ, в 1963 году режиссёрский факультет ВГИКа (мастерская И. П. Копалина). В 1961—1963 годах — режиссёр Свердловской киностудии, с 1964 года — киностудии «Мосфильм». Член КПСС с 1971 года.
Все режиссёрские и сценарные работы Краснопольского (кроме сюжета для киножурнала «Фитиль», 1968) выполнены совместно с его троюродным братом Валерием Усковым.
Скончался 23 сентября 2022 года на 90-м году жизни в Москве. Церемония прощания состоялась 27 сентября в Московском Доме кино. Похоронили режиссёра на Троекуровском кладбище.

## Фильмография

### Актёр
- 1968 — Времена года — гость в будке чистильщика (в титрах не указан)
- 1991 — Ночные забавы — посетитель ресторана (в титрах не указан)
- 2005 — Две судьбы 3: Золотая клетка — пассажир самолёта (в титрах не указан)

### Режиссёр
- 1960 — Тени на тротуарах (документальный)[7]
- 1963 — Самый медленный поезд
- 1965 — Таёжный десант
- 1967 — Стюардесса
- 1967 — Фитиль (фильм № 66 «Чувство юмора»)
- 1968 — Времена года
- 1969 — Неподсуден
- 1972 — Тени исчезают в полдень
- 1976—1978, 1983 — Вечный зов
- 1979 — Отец и сын
- 1985 — Соучастие в убийстве
- 1991 — Ночные забавы
- 1994 — Воровка
- 1996 — Ермак
- 2001—2006 — Сыщики
- 2001 — Нина
- 2002 — Провинциалы
- 2002—2008 — Две судьбы
- 2003 — Сыщик без лицензии
- 2003 — Подари мне жизнь
- 2005 — Под небом Вероны
- 2007 — Паутина
- 2007 — Капкан
- 2009 — Ермоловы
- 2009 — Вольф Мессинг: видевший сквозь время
- 2010 — На солнечной стороне улицы
- 2010 — Женить миллионера!
- 2011 — Манна небесная
- 2012 — Санта Лючия
- 2012 — Дело следователя Никитина
- 2013 — Любовь — не картошка
- 2014 — Дом с лилиями
- 2015 — Смешная жизнь
- 2016 — Всем всего хорошего
- 2016 — Выйти замуж за Пушкина
- 2017 — Экспроприатор

### Сценарист
- 1965 — Таёжный десант
- 1979 — Отец и сын
- 1985 — Соучастие в убийстве
- 1996 — Ермак

### Продюсер
- 1996 — Ермак
- 2010 — Женить миллионера!

## Звания и награды
- Народный артист РСФСР (1983);
- Заслуженный деятель искусств РСФСР (1978);
- Государственная премия СССР (1979) — за 1—12 серии фильма «Вечный зов»;
- Премия Ленинского комсомола (1980) — за фильм «Отец и сын» (1979);
- Орден «За заслуги перед Отечеством» III степени (26 апреля 2013 года) — за большой вклад в развитие отечественного кинематографического искусства и многолетнюю творческую деятельность[8];
- Орден «За заслуги перед Отечеством» IV степени (10 марта 2004 года) — за большие заслуги в развитии отечественного кинематографа[9];
- Орден Почёта (16 апреля 1997 года) — за заслуги перед государством, большой вклад в укрепление дружбы и сотрудничества между народами, многолетнюю плодотворную деятельность в области культуры и искусства[10];
- Награда премии АПКиТ 2020 года («за многолетнюю верность сериалам» отмечены Владимир Краснопольский и Валерий Усков).